# 小行星7799
小行星7799（英語：7799 Martinsolc）是一颗围绕太阳公转的小行星。1996年2月24日，克列特在克列特发现了此天体。
这颗小行星的绝对星等为329.7003341298106等。